# Henri Toivonen
Pour les articles homonymes, voir Toivonen.
Henri Toivonen est un pilote automobile finlandais, né le 25 août 1956 à Jyväskylä et mort le 2 mai 1986 entre Corte et Castirla, fils de Pauli Toivonen (également pilote automobile de rallye, Champion d'Europe des Rallyes en 1968). Il trouva la mort durant le Tour de Corse 1986, lors de l'étape Bastia-Corte-Calvi, sur la route départementale 18, alors qu'il était en tête au volant de sa Lancia Delta S4 no 4.

## Biographie
Lors du Tour de Corse 1986 comptant pour le championnat du monde des rallyes, diminué par une fatigue provoquée par une grippe, une forte fièvre et un mal de dos récurrent, sans doute consécutif à un accident survenu l'année précédente, Henri Toivonen se positionne néanmoins en tête de l'épreuve dès le début, attaquant très fort pour se maintenir à cette place, alors qu'il n'avait plus marqué de points en championnat du monde depuis sa victoire au Rallye de Monte-Carlo.
Lors de la 18e épreuve spéciale Corte - Taverna, alors qu'Henri Toivonen précède Bruno Saby de 2 min 45 s au classement général provisoire de l'épreuve, une sortie de route inexpliquée a lieu sur la départementale 18, petite route en descente peu avant le village de Castirla, à la sortie d'un virage à gauche non bordé d'un muret en pierres, au bout d'une ligne droite. Sa voiture plonge tout droit dans un petit ravin de quelques mètres, arrêtée par des arbres contre lesquels elle s'embrase instantanément, ne laissant aucune chance à l'équipage tué sur le coup, le pilote Henri Toivonen et son navigateur Sergio Cresto (à ce jour, toujours l'unique copilote américain à avoir remporté une épreuve du Championnat du monde des rallyes).
Une stèle a été installée pour marquer le lieu de l'accident, fleurie chaque année à la date anniversaire. Après réflexion, Harri, le frère d'Henri, émet l'hypothèse d'un blocage de l'accélérateur pour tenter d'expliquer, à un endroit a priori sans danger, cette sortie de route à grande vitesse : le même genre d'incident était déjà arrivé à d'autres pilotes sur cette même voiture, mais ils avaient cependant pu éviter l'accident, contrairement à Henri Toivonen.
La mort de celui-ci, suivant d'à peine deux mois la dramatique sortie de route de Joaquim Santos lors du Rallye du Portugal et un an après l'accident fatal d'Attilio Bettega dans l'édition 1985 de cette même épreuve, scelle le destin des voitures du Groupe B, jugées trop puissantes, qui seront interdites dès la saison suivante par la FIA et son président Jean-Marie Balestre.
Henri Toivonen, surnommé « Le Petit Prince » en référence à ses résultats précoces en course, était marié et père de 2 enfants.

## Palmarès

### Classements en championnats (circuits et rallyes)
- Champion de Finlande de Formule V (courses sur glace): 1977 (sur Simca rallye 2 Gr.1[2], et vainqueur d'une course en championnat d'Europe);
- Vice-Champion de Grande-Bretagne des rallyes (BRC) 1982 - Opel Ascona 400 (Groupe 4)
- Vice-champion d'Europe des rallyes 1984 - Porsche 911 SC RS (Groupe B)

### Victoires en championnat du monde des rallyes

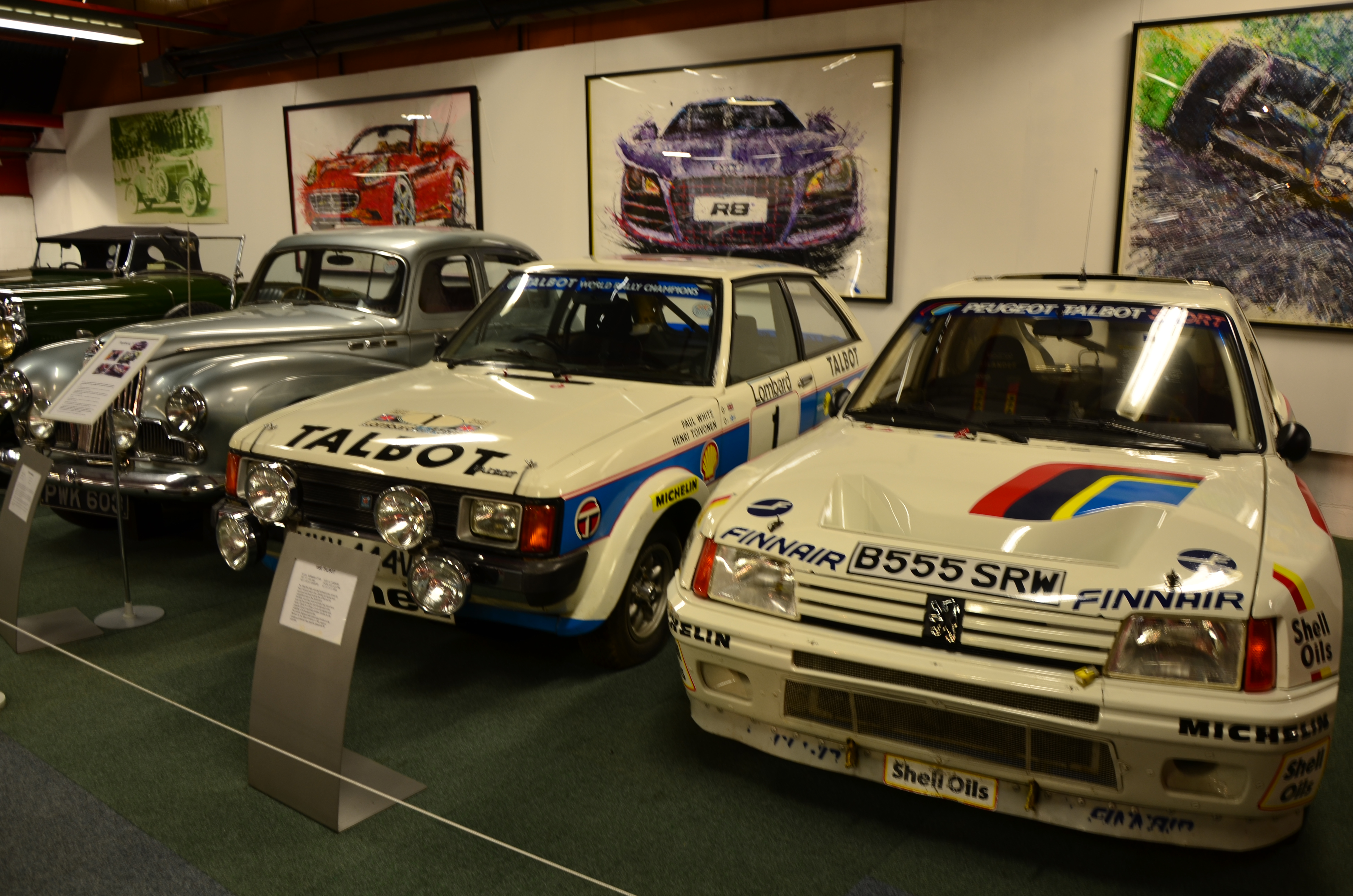
Talbot Sunbeam Lotus de Henri Toivonen (avec un mauvais numéro de course), au centre, et la Peugeot 205 Turbo 16 de Mikael Sundström, à droite.

| # | Saison | Rallye                            | Pays        | Copilote      | Voiture              |
| - | ------ | --------------------------------- | ----------- | ------------- | -------------------- |
| 1 | 1980   | 36e RAC Rallye de Grande-Bretagne | Royaume-Uni | Paul White    | Talbot Sunbeam Lotus |
| 2 | 1985   | 41e RAC Rallye de Grande-Bretagne | Royaume-Uni | Neil Wilson   | Lancia Delta S4      |
| 3 | 1986   | 54e Rallye Monte-Carlo            | Monaco      | Sergio Cresto | Lancia Delta S4      |

### Podiums en Championnat du monde
- 2e du Rallye Sa Remo 1981 - Talbot Sunbeam Lotus (Groupe 2)
- 2e du Rallye du Portugal 1981 - Talbot Sunbeam Lotus (Groupe 2)
- 3e du RAC Rallye de Grande-Bretagne 1982 - Opel Ascona 400 Rothmans (Groupe 4)
- 3e du Rallye de l'Acropole 1982 - Opel Ascona 400 Rothmans (Groupe 4)
- 3e du Rallye des 1000 Lacs 1984 - Lancia Rallye 037 Martini Racing (Groupe B)
- 3e du Rallye de San Remo 1985 - Lancia Rallye 037 Martini Racing (Groupe B)

### Victoires en Championnat d'Europe (6)
- Artic Rally (Finlande) 1980 - Talbot Sunbeam Lotus
- Rallye de l'Île de Man (Royaume-Uni) 1983 - Opel Manta 400 Rothmans (Groupe 4)
- Rallye Costa Smeralda (Italie) 1984 - Porsche 911 SC RS Rothmans(Gr B) et 1986 - Lancia Delta S4 Martini Racing (Gr B)
- 24 Heures d'Ypres (Belgique) 1984 - Porsche 911 SC RS Rothmans (Groupe B)
- Rallye de Madère (Portugal) 1984 - Porsche 911 SC RS Rothmans (Groupe B)

(NB : en 1984 il dispose d'un programme européen sur Porsche et mondial sur Lancia. Il termine cette année-là également 2e du Critérium Alpin-Behra, et 2e du rallye de Bulgarie.

### Victoire en Championnat de France

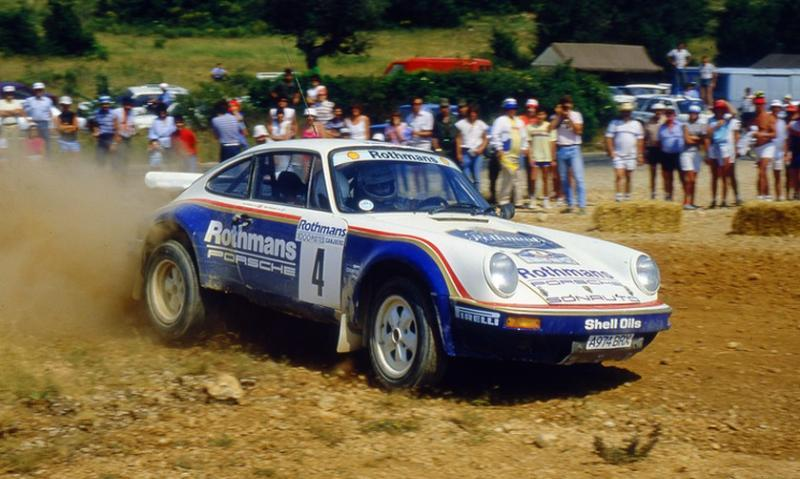
H.Toivonen vainqueur de l'édition 1984 du rallye des 1000 Pistes, sur Porsche 911 SC RS.

- Rallye des 1000 Pistes 1984 - Porsche 911 SC RS Rothmans (Groupe B)

### Autre victoire
- Rallye Audi Sport 1981 (copilote Fred Gallagher)[3] - Talbot Sunbeam Lotus